# كيفن دوراند
كيفن دوراند (بالإنجليزية: Kevin Durand) هو ممثل كوميدي كندي ولد في (14 يناير 1974، ثاندر باي - أونتاريو - كندا)، تم اعلانه واحد من أكثر الكوميديانات الكنديين مرحا في عام 1994. حالياً يشارك بمسلسل السلالة على قناة Fx. كما شارك في 12 حلقة من مسلسل الضياع.

## الأعمال

### أفلام
| السنة | العنوان                           | الدور                |
| ----- | --------------------------------- | -------------------- |
| 1999  | أوستن باورز: الجاسوس الذي غيرني   | بازوكا ماركسمان جو   |
| 2004  | تأثير الفراشة                     | كارلوس               |
| 2004  | سكوبي دوو 2: انطلاق الوحوش        | شبح الفارس الأسود    |
| 2004  | والكينغ تال                       | بوث                  |
| 2006  | منزل بيغ ماما 2                   | أوشيما               |
| 2006  | سموكين آسيس                       | جيفز تريمور          |
| 2007  | الخنازير البرية                   | ريد                  |
| 2007  | 3:10 إلى يوما                     | تاكر                 |
| 2008  | مخلوقات مجنحة                     | تاجر متنقل           |
| 2009  | رجال-إكس الأصول: وولفرين          | فريد ديوكس / ذا بلوب |
| 2010  | روبن هود                          | جون الصغير           |
| 2011  | أنا رقم أربعة                     | قائد موغادوري        |
| 2011  | فولاذ حقيقي                       | ريكي                 |
| 2012  | المدينة العالمية                  | تورفال               |
| 2012  | ريزدنت إيفل: الجزاء               | باري بيرتون          |
| 2012  | حقيقة مظلمة                       | تور                  |
| 2013  | الأدوات المميتة: مدينة العظام     | إميل بانغبورن        |
| 2014  | قصة الشتاء                        | سيزار تان            |
| 2014  | نوح                               | راميل                |
| 2019  | البدائي                           | ريتشارد لوفلر        |
| 2024  | مملكة كوكب القردة                 | بروكسيموس قيصر       |
| 2025  | السلاح العاري 444¼: قانون المتانة |                      |

## روابط خارجية
- كيفن دوراند على موقع IMDb (الإنجليزية)
- كيفن دوراند على موقع قاعدة بيانات الأفلام العربية
- كيفن دوراند على موقع ألو سيني (الفرنسية)
- كيفن دوراند على موقع أول موفي (الإنجليزية)
- كيفن دوراند على موقع قاعدة بيانات الأفلام السويدية (السويدية)
- كيفن دوراند على موقع إن إن دي بي (الإنجليزية)
- كيفن دوراند على موقع قاعدة بيانات الفيلم (الإنجليزية)
- كيفن دوراند على موقع كينوبويسك (الروسية)